# Óros Pílion
Óros Pílion är ett berg i Grekland.   Det ligger i regionen Thessalien, i den centrala delen av landet, 170 km norr om huvudstaden Aten. Toppen på Óros Pílion är 1 610 meter över havet.
Terrängen runt Óros Pílion är bergig åt sydost, men åt nordväst är den kuperad. Óros Pílion är den högsta punkten i trakten. Runt Óros Pílion är det ganska tätbefolkat, med 139 invånare per kvadratkilometer. Närmaste större samhälle är Volos, 11,4 km sydväst om Óros Pílion. 